# Eugenio Gómez Carrión
Eugenio Gómez Carrión (Alcañices, provincia  de Zamora, 23 de diciembre de 1786 – Sevilla, 23 de mayo de 1871), fue un organista, pianista, compositor y profesor español.

## Biografía
Ingresó como mozo de coro en la Catedral de Zamora, teniendo como profesores al maestro de capilla, Luis Blasco, y al organista Manuel Daucha y Enche.
En marzo de 1812 consiguió la plaza de segundo organista de la Catedral de Zamora, y el 8 de junio de 1814 logró la plaza de segundo organista en la Catedral de Sevilla, el tribunal estaba formado por el maestro de capilla Domingo Arquimbau y el organista primero Manuel Sanclemente, quien acababa de conseguir su plaza y a quien le iba a unir desde entonces una gran amistad.
En junio de 1820 fundó con Manuel Sanclemente una academia filarmónica, acogida positivamente por los ambientes ilustrados, como la Real Sociedad Económica Sevillana de Amigos del País, institución a la que se vincularán ambos organistas.
En 1832, Hilarión Eslava asumió el magisterio de capilla, siendo Eugenio Gómez uno de sus principales apoyos. Participó en los conciertos que organizaba el Liceo Artístico y Literario de Sevilla, lo cual motivó que comenzara a componer obras pianísticas de salón, como la "Introducción, variaciones y final" para piano a cuatro manos, que estrenó en un concierto en la Casa de la Lonja en marzo de 1840, acompañado de su hija Juana, y otras pequeñas piezas como su "Aire de vals".
Puso música al libreto de la ópera cómica de Dalayrac "Una hora de matrimonio". Defendió a su amigo Eslava con una crítica favorable y pormenorizada con motivo del estreno de "Las treguas de Tolemaida", aparecida en la revista sevillana El Orfeo Andaluz en 1842; en esta misma revista publicó ese mismo año una "Canción italiana" con texto de Metastasio.
Entre sus alumnos destacó el pianista José Miró, quien ya le sustituía en 1828 como maestro al piano. Con motivo de la estancia de Franz Liszt en Sevilla en diciembre de 1844, entabló relación y tocó con él en los órganos de la catedral. Le mostró sus "12 melodías harmonizadas" para piano; el estímulo del apoyo de Liszt le animó a publicar esta serie y a componer una nueva, que dedicó a Hilarión Eslava; posteriormente escribió otras tantas dedicadas a su alumna la infanta Luisa Fernanda de Borbón.
Otra importante visita fue la del compositor ruso Mihail Glinka, quien también entabló amistad con él, dedicándole una "Melodía harmonizada" para piano el 12 de mayo de 1847.
También tomó parte en los conciertos que organizaba la Sociedad Filarmónica Sevillana, fundada en 1845 por el conde del Águila. En esta sociedad creó una orquesta de sesenta miembros que él mismo codirigía junto con Mariano Courtier. A partir de 1853 fue maestro de la Real Capilla del palacio de San Telmo, residencia de los duques de Montpensier. En 1855 se jubiló como organista de la catedral.
Como autor de música sacra, a él se debe la obra en tres volúmenes "Repertorio de organistas", en la que se recopilan ofertorios, elevaciones, versos en distintos tonos y temas para variaciones. En el "Museo orgánico español", compilado por Hilarión Eslava, se recogen un "Ofertorio" y una "Elevación" de Gómez Carrión.
Para la hermandad de la Quinta Angustia compuso diversas obras, tales como unas "Coplas" (1852), un "Stabat Mater" para voz y piano (1853) y una "Meditación religiosa" para piano (1853). 
Fue nombrado maestro honorario del Conservatorio de Madrid y perteneció a distintas corporaciones artísticas españolas y extranjeras.

## Obras
- Música escénica:

- "Una hora de matrimonio", 1822.

- Orquesta y solista:

- "Concierto asiático", para piano y orquesta.

- Coro y acompañamiento:

- "Coplas a San Antonio", 1851.
- "Coplas al septenario de los Dolores", 1852.

- Voz y piano:

- "Canción italiana", 1842.
- "Romanza española", 1853.

- Piano:

- "Doce Melodías harmonizadas (dedicadas a Franz Liszt)".
- "Doce Melodías harmonizadas (dedicadas a Hilarión Eslava)".
- "Doce Melodías harmonizadas (dedicadas a Luisa Fernanda de Borbón)".
- "Aire de vals".
- "Fantasía".
- "Introducción, variaciones y final", 1840.
- "Variaciones sobre motivos de ópera", 1843.
- "Meditación religiosa", 1853.
- "Seis valses originales de salón".

- Órgano:

- "Gran ofertorio".
- "Juego de versos a cuatro, por todos los tonos".
- "Ofertorio y elevación" ("Museo orgánico español").
- "Repertorio de organistas".

- Escritos:

- "Método de piano".